# Hannes Lubich
Hannes Peter Lubich (* 2. September 1961) ist ein deutscher Informatiker und Hochschullehrer. Er war als Forscher und Dozent an der  ETH Zürich mitverantwortlich für den Aufbau des Internets und des Sicherheitszentrums SWITCH-CERT in der Schweiz.

## Leben
Hannes Lubich studierte an der ETH Zürich und doktorierte dort bei Bernhard Plattner. Er promovierte 1989 mit der Arbeit MultimETH: ein Beitrag zur Konzeption eines Echtzeit-Multimedia-Konferenzsystems. Schon zuvor wirkte er beim Aufbau und Betrieb des Schweizer Hochschulnetzes SWITCH mit und liess zusammen mit Plattner am 20. Mai 1987 die Top-Level-Domain .ch ins Domain Name System des Internets eintragen.
Lubich und Plattner veranstalteten 1997 den ersten IPv6-Kurs an der ETH, um die neue Version 6 des Internet-Protokolls bekannt zu machen.
Lubich spezialisierte sich in der Folge auf IT-Sicherheit und das entsprechende Risiko-Management. Auch absolvierte er zusätzliche Studiengänge am International Institute for Management Development (IMD) in Lausanne und an der Wharton School of Business der University of Pennsylvania in Philadelphia.
Er war 7 Jahre lang der Chief Information Security Officer (CISO) der Bank Julius Bär in Zürich.
Daraufhin wechselte er wieder ins Ausbildungswesen und war von 2009 bis 2019 Professor für ICT System & Service Management an der Fachhochschule Nordwestschweiz (FHNW). Zudem dozierte er bis 2014 weiter an der ETH Zürich. Seither ist er als Strategieberater in den Bereichen IT-Service-Management, IT-Sicherheit und Risiko-Management tätig.

## Weitere Tätigkeiten
- Seit 2021: Verwaltungsrat bei Infoguard AG, Zug.[5]
- Kolumnist bei swisscybersecurity.net

## Veröffentlichungen
- mit Bernhard Plattner: Electronic mail systems and protocols.  Technical Reports D-INFK, ETH Zürich, 1988